# Forum nazionale per l'educazione musicale
Nel marzo-aprile 2008 quattordici associazioni che si occupano di Educazione musicale hanno costituito il Forum nazionale per l'educazione musicale sulla base dell'esigenza di prospettare un luogo di confronto e di coordinamento in relazione ad alcuni passaggi nodali di politica culturale tra i quali: il moltiplicarsi di iniziative di studio a carattere nazionale (convegni, corsi ecc.) talvolta parallele e concorrenti; la costituzione del Comitato nazionale per l'apprendimento pratico della musica, che segna da parte del Miur un rinnovato impegno a favore della musica nella scuola; la riscrittura delle Indicazioni nazionali per il curricolo del primo ciclo d'istruzione; la considerazione che nell'ultimo decennio, grazie a Internet, numerose comunità anche virtuali (liste di discussione o siti dedicati) si occupano di educazione musicale; la promozione, da varie parti, di iniziative legislative a favore della didattica musicale e della musica in generale. 
Dal 2008 il Forum si è fatto promotore di importanti iniziative per sollecitare le Istituzioni, in particolare il Ministero dell’Istruzione, dell’Università e della Ricerca e le Scuole di ogni ordine e grado a intervenire nell'ambito dell’educazione musicale.  
Obiettivi del Forum sono:
- promuovere in ambito culturale, sociale e politico il riconoscimento del ruolo dell’associazionismo per l’educazione musicale nella diffusione a tutti i livelli formativi di buone pratiche e di esperienze educative musicali;
- sollecitare le istituzioni in ordine all'esigenza di garantire ed estendere la presenza stabile ed organica dell’insegnamento della musica nella scuola di ogni ordine e grado, con docenti in possesso di adeguate competenze certificate;
- operare per favorire la costituzione a livello regionale di Sistemi Formativi Integrati Musicali che coinvolgano organismi istituzionali (Conservatori di musica, Università, Scuole, Enti locali) ed associazionismo (terzo settore) sia nell’ambito educativo-scolastico, che nell’ambito di progetti rivolti al sociale;
- far emergere il ruolo che le Associazioni – in collaborazione con i Conservatori di Musica, le Università e la Scuola – possono avere nella formazione iniziale e continua degli insegnanti e di operatori musicali nel settore socio-educativo;
- sollecitare le Istituzioni ad autorizzare formule amministrative e fiscali che favoriscano la diffusione dell’educazione musicale.

Ad aprile 2018 il Forum nazionale per l'educazione musicale si costituisce in associazione.  

## Membri
Attualmente aderiscono al Forum 24 associazioni:
- AIdSM - Associazione italiana delle scuole di musica
- AIGAM – Associazione Italiana Gordon per l'Apprendimento Musicale
- AIJD – Associazione Italiana Jaques-Dalcroze
- AIKEM – Associazione Italiana Kodály per l'Educazione Musicale
- AML – Associazione Musical Garden
- ANBIMA - Associazione Nazionale Bande Italiane Musicali Autonome
- AUDIATION INSTITUTE
- CDM onlus – Centro Didattico Musicale
- CENTRO GOITRE – Centro Studi di Didattica Musicale Roberto Goitre
- COMUSICA – Coordinamento dell'Orientamento Musicale
- CSMDB / MUSICHERIA.net – Centro Studi Maurizio Di Benedetto APS
- FENIARCO – Federazione Nazionale Italiana Associazioni Regionali Corali
- MUSICA IN CULLA – Music in Crib – Associazione internazionale
- MUSICA NOVA - Associazione Culturale Musica Nova
- NpM - Nati per la Musica
- OSI – Orff-Schulwerk Italiano
- ISI – Istituto Suzuki Italiano
- SIEM – Società Italiana per l’Educazione Musicale
- SPMT – Scuola Popolare di Musica di Testaccio
- SPM Donna Olimpia – Scuola Popolare di Musica Donna Olimpia
- TAVOLO PERMANENTE delle Federazioni Bandistiche Italiane
- TPM 0-6 - Tavolo permanente musica 0-6